# Герман, Пауль
О лингвисте Германе Пауле см. Пауль, Герман
Пауль Герман (нем. Paul Hermann) — голландский врач и ботаник, немец по происхождению, профессор ботаники Лейденского университета, ввел в употребление термины голосеменные (Gymnospermae) и покрытосеменные (Angiospermae), однако использовал их не в современном значении.

## Краткая биография
Родился в Галле (Саксония-Анхальт, Германия) в семье органиста Йохана Германа и дочери священника Марии Магаделены Рёбер. В 1670 г. получил диплом доктора медицины в университете Падуи. На средства Голландской Ост-Индской компании отправился в качестве врача на Цейлон (ныне Шри-Ланка), где провел несколько лет (1672—1677). Собрал богатые коллекции растений и животных, населяющих этот остров. По возвращении в Европу Герман получил место профессора ботаники и директора ботанического сада в Лейденском университете (1679 г.), где и проработал до конца своей жизни.

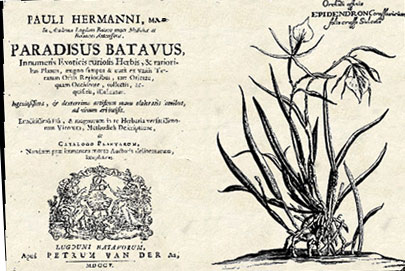
Paradisus batavus Пауля Германа, 2-е издание, Лейден, 1705

## Труды и судьба коллекции
Труды Германа были опубликованы лишь после его смерти. Описание Лейденского ботанического сада (Paradisus Batavus) — в 1698 г. (2-е издание в 1705). Уильям Шерард (1659—1728) опубликовал на основании заметок Германа Musaeum Zeylanicum (1717, 2-е издание в 1727). Коллекции Германа использовал Карл Линней при написании своей работы по флоре Цейлона (Flora Zeylanica, 1747) и обобщающей сводке «Виды растений» (Species plantarum, 1753). Цейлонский гербарий Германа, богатый типовыми экземплярами видов, описанных Линнеем, был, в конце концов, выкуплен сэром Джозефом Бэнксом и хранится в настоящее время в Музее естественной истории в Лондоне.